# مارك إيسيب
مارك إيسيب مواليد 10 ديسمبر 1980 في مانيلا، هو لاعب كرة سلة فلبيني. بدأ مسيرته الاحترافية في سنة 2006. يلعب في الرابطة الفلبينية لكرة السلة. يبلغ طوله 6 قدم 4 بوصة (1.9 م).

## المسيرة الاحترافية
لعب مع باوريد تايغرز في موسم 2007–2008، ثم لعب مع تي إن تي كاتروبا في موسم 2009–2010، ثم لعب مع ميرالكو بولتز من سنة 2010 إلى 2012، ثم لعب مع سان ميغيل بيرمن في سنة 2013، ثم لعب مع باراكو بول إنرجي في موسم 2013–2014.